# Episodi di One Piece (diciottesima stagione)
Questa lista comprende la diciottesima stagione della serie televisiva anime One Piece, prodotta da Toei Animation, diretta da Kōnosuke Uda e tratta dall'omonimo manga di Eiichirō Oda.
La diciottesima stagione si intitola Saga di Zo (ゾウ編?, Zō hen) e raggruppa gli episodi dal 751 al 782. Dopo la partenza da Dressrosa, la ciurma di Cappello di paglia rimasta sull'isola, in compagnia di Trafalgar Law, Kin'emon, Kanjuro e Bartolomeo con la sua ciurma, si dirige verso Zo, per potersi ricongiungere con i membri della ciurma che hanno lasciato Dressrosa a bordo della Thousand Sunny e i pirati Heart. I 32 episodi sono stati trasmessi su Fuji TV dal 31 luglio 2016 al 2 aprile 2017. Tutti gli episodi sono disponibili sottotitolati in italiano su Crunchyroll, e gli ultimi tre sono stati pubblicati con doppiaggio in italiano dal 3 al 10 ottobre 2024 su Anime Generation, canale di Prime Video. Dal 23 dicembre 2024 al 10 febbraio 2025 gli episodi sono stati trasmessi con il doppiaggio italiano su Italia 2.
La sigla di apertura adottata è We Can! (ウィーキャン!?) di Hiroshi Kitadani.

## Lista episodi
| Nº  | Titolo italiano Giapponese 「Kanji」 - Rōmaji - Traduzione letterale | In onda           | In onda          |
| Nº  | Titolo italiano Giapponese 「Kanji」 - Rōmaji - Traduzione letterale | Giapponese        | Italiano         |
| 751 | Una nuova avventura - La leggendaria isola di Zo! 「冒険開幕 幻の島「ゾウ」到着！」 - Bōken kaimaku - Maboroshi no shima "Zō" tōchaku! – "Inizia l'avventura - L'arrivo all'isola misteriosa "Zo"!" | 31 luglio 2016    | 23 dicembre 2024 |
| 751 | Bartolomeo racconta alla sua ciurma di come Rufy ha incontrato i suoi compagni mentre Kizaru riceve la notizia che Edward Weeble, il nuovo membro della Flotta dei 7, ha annientato un'altra ciurma un tempo alleata di Barbabianca causando anche molte vittime civili. Intanto, Rufy e gli altri raggiungono Zo, un'isola situata sul dorso di un colossale elefante millenario. |                   |                  |
| 752 | Un nuovo membro per la Flotta dei Sette - Il figlio di Barbabianca 「新七武海 伝説・白ひげの息子登場」 - Shin Shichibukai densetsu - Shirohige no musuko tōjō – "Il nuovo membro della Flotta dei 7 - Arriva il figlio del leggendario Barbabianca" | 7 agosto 2016     | 23 dicembre 2024 |
| 752 | Al quartier generale dell'armata rivoluzionaria, Dragon riceve notizie di vittorie in seguito alla sconfitta di Doflamingo e al conseguente termine del traffico di armi, quindi ordina di riunire i comandanti dell'armata rivoluzionaria. Intanto, Burgess riesce a contattare i suoi compagni chiedendo di venire a prenderlo usando la sua Vivre Card perché è riuscito ad infiltrarsi su Baltigo. Nel frattempo, Weeble e sua madre Miss Bucking giurano vendetta contro gli ex-capitani della ciurma di Barbabianca poiché avrebbero sottratto loro l'eredità del leggendario pirata che spetterebbe loro di diritto poiché autoproclamati rispettivamente figlio naturale ed amante di Newgate; Bagy, ora a capo di una enorme armata di pirati mercenari, viene invece informato che Hajrudin ed i suoi uomini si sono schierati con Rufy. Quest'ultimo, i suoi compagni e Law, intanto, salutano Bartolomeo e cominciano a scalare l'enorme elefante a cavallo di un drago creato da Kanjuro. |                   |                  |
| 753 | L'arrampicata - Inizia l'avventura sull'isola di Zo! 「決死の登象 巨象の背の大冒険!」 - Kesshi no tozō - Kyozō no se no dai-bōken! – "La scalata mortale sull'elefante - Grande avventura sulla schiena dell'elefante gigante!" | 21 agosto 2016    | 23 dicembre 2024 |
| 753 | Durante la scalata, quella che sembra una scimmia precipita dall'alto trascinando con sé Kanjuro e Kin'emon. Gli altri, rassicurati dai due samurai, proseguono verso la cima a cui giungono al tramonto. Mentre Rufy si lancia di corsa in mezzo alla città costruita sulla schiena dell'elefante, gli altri si inoltrano con cautela notando il cancello d'ingresso sfondato ed il passaggio di qualcosa di enorme nella foresta. D'un tratto vengono attaccati da un visone coniglio che viene, però, subito fermato dall'arrivo di un altro visone canide a cavallo di un coccodrillo gigante che le dice che devono occuparsi di un altro intruso. Nella sorpresa generale, quest'ultimo visone indossa i vestiti di Nami. |                   |                  |
| 754 | Iniziano gli scontri - Luffy vs il popolo dei visoni! 「戦闘開始 ルフィvsミンク族!」 - Sentō kaishi - Rufi tai Minku-zoku! – "Una battaglia ha inizio - Rufy contro la tribù dei Visoni!" | 28 agosto 2016    | 23 dicembre 2024 |
| 754 | I due visoni indicano a Zoro e gli altri la strada per raggiungere, a loro detta, il cadavere del loro compagno, poi partono alla volta della Foresta Balena dove Rufy si sta scontrando con due visoni guardiani. Wanda e Carrot, rispettivamente il visone cane e il visone coniglio, riescono a fermare lo scontro e si presentano a Rufy insieme ai sopraggiunti Bepo e i pirati Heart. Zoro e gli altri, diffidando delle parole dei visoni, si inoltrano in una città in rovina notando segni di una battaglia recente. Wanda, intanto, spiega a Rufy che colui che ha devastato la nazione del ducato di Mokomo è Jack; all'arrivo di un'eruzione di pioggia, il visone si offre di portare Rufy dai suoi compagni. |                   |                  |
| 755 | Garchu! La ciurma si riunisce 「ガルチュー! 麦わらの一味再集結」 - Garuchū! Mugiwara no ichimi sai shūketsu – "Garchu! La ciurma di Cappello di Paglia si riunisce" | 4 settembre 2016  | 30 dicembre 2024 |
| 755 | Sopravvissuti all'eruzione di pioggia, in realtà il modo in cui il colossale elefante Zunisha si lava, Wanda spiega che apparentemente Jack è stato sconfitto dopo avere tentato di liberare Doflamingo dalla sua nave prigione. Rufy, Wanda e Carrot vengono intercettati da Zoro e gli altri e raggiungono la roccaforte dove si nascondono gli altri visoni, venendo accolti a braccia aperte come eroi. Sorpresi dalla cordialità di una tribù erroneamente famosa per essere ostile agli umani, riabbracciano anche Chopper e Nami: quest'ultima, tuttavia, porta brutte notizie sulla sorte di Sanji. |                   |                  |
| 756 | Big Mom - Sopracciglio di Paglia al contrattacco! 「反撃開始 ぐるわらの一味大活躍!」 - Hangeki kaishi! Guruwara no ichimi daikatsuyaku! – "Il contrattacco inizia! La ciurma di Sopracciglio di Paglia si muove!" | 11 settembre 2016 | 30 dicembre 2024 |
| 756 | Brook avverte i compagni di non nominare con i visoni i samurai o il paese di Wa e si viene a scoprire che quando Wanda parlava di "cadavere" si riferiva proprio a lui. Nami e Chopper intanto sono preoccupati per Sanji, ma Rufy e Zoro non sembrano esserlo dal momento che ha lasciato una lettera. Per fare chiarezza, Nami racconta di come, 11 giorni prima, erano sfuggiti alla nave di Big Mom e avevano raggiunto Zo il giorno successivo. Nel frattempo giungono notizie che il duca Cane-tempesta, uno dei sovrani di Zo insieme a Gatto-vipera, si è svegliato dal coma in cui era caduto durante la rovina di Zo e Chopper corre a visitarlo. |                   |                  |
| 757 | Minaccia imminente - Jack dei pirati delle cento bestie! 「脅威襲来 百獣海賊団ジャック!」 - Kyoui shurai - Hyakujuu kaizokudan Jakku! – "Un'incombente minaccia - Jack dei pirati delle cento bestie!" | 25 settembre 2016 | 30 dicembre 2024 |
| 757 | Mentre Law raggiunge la sua ciurma, Wanda, Rufy ed il resto della ciurma si dirige verso Cane-tempesta. Durante il tragitto, il visone racconta loro di ciò che ha portato la rovina nel Paese: circa due settimane prima dei pirati capitanati da Jack, il braccio destro di Kaido, invasero il Paese chiedendo che gli venisse consegnato il ninja del Paese di Wa chiamato Raizo. Di fronte alla risposta dei visoni che negava ogni conoscenza su dove si trovasse costui, i pirati attaccarono scoprendo che i tutti i visoni, donne e bambini compresi, sono abili combattenti. Intanto, Rufy, pensando ad alta voce, si lascia sfuggire che Kin'emon non troverà il suo amico sull'isola. |                   |                  |
| 758 | Sovrano diurno - Il duca Cane-tempesta! 「昼の王 イヌアラシ公爵登場!」 - Hiru no ō! Inuarashi kōshaku tōjō! – "Re del giorno - Appare il duca Cane-tempesta!" | 2 ottobre 2016    | 30 dicembre 2024 |
| 758 | La ciurma zittisce Rufy e convince Wanda che si stesse parlando di altro. Il gruppo arriva da Cane-tempesta, ferito in seguito alla battaglia. Egli ringrazia Rufy e la sua ciurma e racconta di conoscere Shanks addormentandosi poi improvvisamente allo scoccare delle ore 18. Wanda spiega che i due sovrani, siccome sempre discordi, si sono divisi il governo tra giorno e notte, dormendo insieme ai loro diretti sottoposti quando è l'altro a comandare. Wanda riprende poi a raccontare di quando il duca Cane-tempesta arrivò per fronteggiare Jack. |                   |                  |
| 759 | Sovrano notturno - Il Gatto-vipera 「夜の王 ネコマムシの旦那見参」 - Yoru no ō! Nekomamushi no dan'na kenzan – "Re della notte - Appare il potente Gatto-vipera" | 9 ottobre 2016    | 6 gennaio 2025   |
| 759 | Jack rifiutò l'idea di un accordo pacifico proposto da Cane-tempesta e di nuovo scoppiò un sanguinoso scontro con il duca che riusciva a tenere testa al braccio destro di Kaido. Allo scoccare delle 18, Cane-tempesta ed i moschettieri si ritirarono per riposare lasciando combattere gli appena destati guardiani della foresta e Gatto-vipera, aiutati anche dai pirati Heart. |                   |                  |
| 760 | Un paese in rovina - L'arrivo di Sopracciglio di Paglia a Zo! 「首都壊滅 ぐるわらの一味上陸!」 - Shuto kaimetsu - Guruwara no ichimi jōriku! – "Distruzione della capitale - I pirati di Sopracciglio di Paglia arrivano sulla terra!" | 16 ottobre 2016   | 6 gennaio 2025   |
| 760 | Dopo cinque giorni di battaglia, Jack ed i suoi usarono un'arma chimica creata da Caesar paralizzando i visoni ed iniziarono a torturarli chiedendo ancora una volta di Raizo, ma sempre senza ricevere risposte. Il giorno dopo, Jack partì da Zo per andare a salvare Doflamingo, arrestato dopo essere stato sconfitto da Rufy, lasciando sull'isola solo pochi sottoposti a finire il lavoro. Il giorno seguente, il gruppo di Sanji raggiunse Zo e la trovò devastata. Sanji, Chopper e Caesar, giunti in città, trovarono fra i tanti visoni moribondi il visone giaguaro Pedro, che li supplicò di salvare le vite dei due re. |                   |                  |
| 761 | Lotta contro il tempo - Salvare il popolo dei visoni! 「刻限迫る ミンク 族と一味の絆!」 - Kokugen semaru - Minku-zoku to ichimi no kizuna! – "Corsa contro il tempo - Il legame dei visoni e l'equipaggio!" | 23 ottobre 2016   | 6 gennaio 2025   |
| 761 | Caesar rivelò di essere il creatore del gas letale, così Sanji e Chopper lo costrinsero ad eliminarlo con i suoi poteri. In seguito, messi in fuga gli uomini di Jack, tutta la ciurma si adoperò per curare le ferite dei visoni e somministrare loro un antidoto creato da Chopper, salvandoli da morte certa. Al presente, Wanda conduce Rufy e gli altri da Gatto-vipera. |                   |                  |
| 762 | Ritorno a casa - Pekoms, il sicario di Big Mom 「悪童帰郷 四皇ビッグマムの刺客」 - Akudō kikyō yon - Sumeragi Biggu Mamu no shikaku – "Il furfante torna a casa - L'assassino dell'imperatrice Big Mom" | 30 ottobre 2016   | 6 gennaio 2025   |
| 762 | La nave di Big Mom arrivò a Zo due giorni prima dell'arrivo di Rufy, seguendo le indicazioni di Pekoms, anche lui un visone. Lui e Bege, alleato di Big Mom, sbarcarono attestando quello che era accaduto negli ultimi giorni. Pekoms, riconoscente a Sanji ed agli altri, disse che sarebbe stato sufficiente consegnare loro Caesar e se ne sarebbero andati, ma Capone, indispettito, lo attaccò alle spalle. |                   |                  |
| 763 | La scomparsa di Sanji - Uno sconvolgente invito da Big Mom 「失踪の真実 サンジ驚愕の招待状」 - Shissō no shinjitsu - Sanji kyōgaku no shōtai jō – "La verità dietro la sparizione - L'invito scioccante per Sanji" | 6 novembre 2016   | 13 gennaio 2025  |
| 763 | Capone, grazie ai suoi poteri e molteplici uomini riuscì a prendere in ostaggio Nami e Chopper, costringendo gli altri alla resa e ad entrare, sempre coi suoi poteri, dentro il suo corpo. Lì consegnò, tra lo stupore di tutti, l'invito al matrimonio tra Sanji e Charlotte Pudding, una figlia di Big Mom, orchestrato dalla stessa imperatrice e dalla famiglia del cuoco, i Vinsmoke. Sanji naturalmente si oppose, ma Capone e i suoi uomini lo ricattarono, costringendolo a tentennare sulla sua decisione. |                   |                  |
| 764 | Sanji - La lettera d'addio ai compagni 「野郎共へ サンジ別れの置手紙」 - Yarō-domo e - Sanji wakare no okitegami – "Al mio branco di manigoldi - La nota d'addio di Sanji" | 13 novembre 2016  | 13 gennaio 2025  |
| 764 | Sanji scrisse un biglietto e riuscì a fare scappare Nami, Chopper e Brook dal corpo di Capone, decidendo però di consegnarsi al nemico insieme a Caesar. Raggiunti da Gatto-Vipera, Capone fuggì portando loro due con sé. Al presente la ciurma discute sulle azioni di Sanji e, sebbene Zoro ricordi loro che sono probabilmente ricercati da Kaido, Rufy decide di andare a cercare il compagno. Essendo però nel territorio di Big Mom, decidono di infiltrarsi e si dirigono da Pekoms, rimasto sull'isola ferito, per trovare un modo per farlo. |                   |                  |
| 765 | Il quartiere dei guardiani - L'incontro con il potente Gatto-vipera 「ネコマムシの旦那に会いに行こう」 - Nekomamushi no dan'na ni ai ni yukō – "Andiamo a vedere il potente Gatto-vipera" | 20 novembre 2016  | 13 gennaio 2025  |
| 765 | La ciurma sconfigge uno sciame di vespe succhia sangue chiamate Sutchies da cui sono attaccati e raggiunge Pekoms e Gatto-vipera. Quest'ultimo si rivela allegro e riconoscente come gli altri visoni, mentre Pekoms rivela che il padre di Sanji è il leader della Germa 66, una leggendaria e malvagia organizzazione di assassini. |                   |                  |
| 766 | Luffy ha deciso: Sanji non deve lasciare la ciurma! 「ルフィ決断 サンジ脱退の危機！」 - Rufi ketsudan - Sanji dattai no kiki! – "La decisione di Rufy - Crisi per l'abdicazione di Sanji!" | 27 novembre 2016  | 13 gennaio 2025  |
| 766 | Pekoms spiega che Sanji è stato probabilmente ricattato minacciando la morte dei suoi amici del mare Orientale o del regno di Kamabakka se non si fosse presentato al matrimonio. Rufy decide di andare con Pekoms a riprenderlo e spiega il suo piano ai sopraggiunti Law, pirati Heart e resto dei compagni. Mentre con l'arrivo di Gatto-vipera tutti festeggiano, Brook, Franky e Robin restano di guardia all'ingresso dell'isola per impedire ai samurai di entrare in contatto coi visoni. Tuttavia i tre si addormentano, così Kin'emon e Kanjuro li oltrepassano, accompagnati dal visone scimmia precipitato con loro che, saputo che cercano Raizo, fugge preoccupato ad avvertire gli altri visoni. |                   |                  |
| 767 | Alta tensione. Il Cane, il Gatto e i samurai! 「一触即発 イヌとネコと侍！」 - Isshokusokuhatsu - Inu to Neko to samurai! – "Una situazione esplosiva - Cane, Gatto e samurai!" | 4 dicembre 2016   | 20 gennaio 2025  |
| 767 | Il visone scimmia allerta tutta l'isola dell'arrivo di due samurai. Sia Cane-tempesta che Gatto-vipera si precipitano in città insieme alla popolazione cercandoli, ma quando si incrociano cominciano a litigare e fronteggiarsi. Intanto Kin'emon e Kanjuro si ricongiungono a Momonosuke e arrivano in città, ma vengono fermati dalla ciurma di Cappello di Paglia. Tuttavia, i due samurai li scansano e si presentano ai visoni, affermando di essere servitori della famiglia Kozuki e di essere alla ricerca di Raizo. Con enorme stupore di Rufy e i suoi compagni, i visoni sorridono e li rassicurano che Raizo è sull'isola e sta bene, affermando che avrebbero preferito morire che consegnare un compagno al nemico. |                   |                  |
| 768 | Il ninja! Raizo della nebbia 「三人目! 忍者 - 霧の雷ぞう登場」 - Sannin me! Ninja - Kiri no Raizō tōjō – "Ecco il terzo! Arriva il ninja - Raizo della Nebbia" | 11 dicembre 2016  | 20 gennaio 2025  |
| 768 | Momonosuke si rivela essere in realtà figlio di Oden Kozuki, daimyō di Kuri del paese di Wa. I samurai sono suoi servitori e persino i due re di Zo decidono di fare una tregua per servire Momonosuke. Dopo queste rivelazioni, Rufy e gli altri vengono condotti alla sommità dell'albero balena, dove in un passaggio nascosto, trovano Raizo, incatenato e disperato perché sa che i visoni si sono sacrificati per lui. |                   |                  |
| 769 | Il Road Poignee Griffe! La rotta per il tesoro One Piece 「赤い石! “ひとつなぎの大秘宝（ワンピース）”への道標」 - Akai ishi! Wan Pīsu e no michishirube – "Una pietra rossa! Una guida per lo One Piece" | 18 dicembre 2016  | 20 gennaio 2025  |
| 769 | Mentre Raizo si ricongiunge a Momonosuke ed i samurai, constatando la rovina in cui è caduta Zo, Robin trova nel passaggio nascosto un Poignee Griffe rosso e decifrandolo scopre che indica delle coordinate; Cane-tempesta rivela loro che esistono ne esistono altri tre, chiamati Road Poignee Griffe come quello: messi assieme indicano la rotta da seguire per trovare Raftel. |                   |                  |
| 770 | Il segreto del Paese di Wa - La famiglia Kozuki e i Poignee Griffe 「ワノ国の秘密 光月家と歴史の本文 (ポーネグリフ)」 - Wa no kuni no himitsu - Kōzuki-ke to Pōnegurifu – "Il segreto del paese di Wa - Il clan Kozuki e il Poignee Griffe" | 25 dicembre 2016  | 20 gennaio 2025  |
| 770 | Gatto-vipera rivela che uno dei Poignee Griffe rossi è in possesso di Kaido, un altro di Big Mom, mentre dell'ultimo è ignota la posizione. Kin'emon spiega che la famiglia Kozuki tramanda da generazioni il metodo di creazione dei Poignee Griffe e 800 anni prima furono loro stessi a crearli. Oden tuttavia morì prima di insegnare la tecnica a Mononosuke, poiché fu giustiziato da Kaido e dallo Shogun del paese di Wa per avere rifiutato di rivelare i segreti che deteneva. Oden, infatti, tra le altre cose, era con Roger quando raggiunse Raftel. |                   |                  |
| 771 | Patto tra uomini - Luffy e Momonosuke Kozuki 「男の誓い ルフィと光月モモの助」 - Otoko no chikai - Rufi to Kōzuki Momonosuke – "Un voto fra due uomini - Rufy e Kozuki Momonosuke" | 8 gennaio 2017    | 27 gennaio 2025  |
| 771 | Kin'emon spiega che lui e i suoi compagni stanno portando avanti l'ultimo desiderio di Oden: deporre lo shogun di Wa e aprire il paese, ora isolazionista, al mondo. Per farlo stanno organizzando una rivolta, ma avendo troppo poco seguito si erano diretti verso Zo per raccogliere alleati. Kin'emon chiede anche a Law e Rufy di unirsi alla causa, ma quest'ultimo seccamente rifiuta ritenendo che sia Momonosuke a chiederlo essendo il loro leader, che al momento sta solo piangendo. Momonosuke quindi, trattenendo le lacrime, implora Rufy di allearsi a lui e tenta di inginocchiarsi, ma Rufy lo ferma volendo invece una stretta di mano. Viene così formata l'alleanza tra le due ciurme pirata, i samurai e i visoni. |                   |                  |
| 772 | Viaggio leggendario - Il Cane, il Gatto e il Re dei pirati! 「伝説の航海 イヌとネコと海賊王!」 - Densetsu no kōkai - Inu to Neko to Kaizoku-Ō! – "Viaggio leggendario - Cane, Gatto e Re dei pirati!" | 15 gennaio 2017   | 27 gennaio 2025  |
| 772 | Rufy dice che prima di affrontare Kaido intende andare da Big Mom a salvare Sanji e i suoi alleati sono concordi. Intanto Jack e la sua ciurma arrivano in prossimità di Zo e il capitano dà ordine di abbattere l'elefante. Nel frattempo Gatto-vipera riconosce il cappello di Rufy e racconta che lui e Cane-tempesta sono stati nella ciurma di Barbabianca come servitori di Oden, poi in quella di Roger quando il loro signore fu reclutato dal futuro Re dei Pirati. Di fronte ai dubbi di Nami, Cane-tempesta spiega che la destinazione finale che si raggiunge seguendo il Log Pose è il luogo dove si scopre l'esistenza di Raftel e il modo di raggiungerla seguendo i Poignee Griffe, per tanto possono proseguire su una rotta non convenzionale senza remore. Gatto-vipera spiega poi che intende incontrare Marco, per chiedere il suo aiuto contro Kaido. |                   |                  |
| 773 | Incubo - Il feroce attacco dell'invincibile Jack 「悪夢再び 不死身のジャック強襲」 - Akumu futatabi - Fujimi no Jakku kyōshū – "Ritorno da incubo - L'assalto dell'invulnerabile Jack" | 22 gennaio 2017   | 27 gennaio 2025  |
| 773 | Gatto-vipera racconta che un anno prima Marco e il resto della ciurma di Barbabianca avevano affrontato apertamente Barbanera e la sua ciurma, venendo però sconfitti; da allora Teach fu considerato un imperatore. L'alleanza decide di dividersi in gruppi: Gatto-vipera andrà a cercare Marco, Rufy andrà a salvare Sanji insieme a Pekoms, Nami, Chopper e Brook; il resto della ciurma, insieme a quella di Law e i samurai, tornerà al paese di Wa per attestare la situazione restando in incognito. Improvvisamente il colossale elefante Zunisha comincia ad agitarsi furiosamente, poiché le navi di Jack hanno cominciato a prenderlo a cannonate. Nello scompiglio generale, Rufy e Momonosuke cominciano a sentire una fortissima voce che chiede a loro cosa fare. |                   |                  |
| 774 | Difendere Zo - Luffy e Zunisha! 「ゾウ防衛戦 ルフィとズニーシャ！」 - Zō bōeisen - Rufi to Zunīsha! – "Battaglia difensiva di Zo - Rufy e Zunisha!" | 29 gennaio 2017   | 27 gennaio 2025  |
| 774 | Momonosuke ha una visione nella quale vede che Jack e i suoi uomini stanno attaccando Zunisha e capisce che la voce che sente è la sua. Zunisha spiega di essere condannato a camminare in eterno, ma chiede di avere il permesso di contrattaccare. Spronato da Rufy, Momonosuke urla a squarciagola all'elefante di resistere e combattere e Zunisha colpisce con estrema violenza le navi di Jack, distruggendole tutte in un solo colpo. Intanto, su un'altra isola, mentre Kidd giace in una cella, Apoo riferisce a Kaido che sono stati persi i contatti con Jack. |                   |                  |
| 775 | Salvare Zunisha - Il piano della ciurma di Cappello di Paglia! 「巨象を救え 麦わら救急大作戦！」 - Zunīsha o sukue - Mugiwara resukyū dai-sakusen! – "Salvare Zunisha - L'operazione di soccorso dei Cappello di Paglia!" | 5 febbraio 2017   | 3 febbraio 2025  |
| 775 | Tutti si danno da fare per medicare la ferita provocata dalle navi di Jack a Zunisha; nonostante un improvviso uragano, con l'aiuto di tutti si riesce nell'impresa. Dopo di ciò, Rufy raccoglie le provviste per il viaggio e ricorda di dovere portare con sé anche Pekoms. |                   |                  |
| 776 | In partenza da Zo - Salvare Sanji! 「別れの下象 サンジ奪還の船出！」 - Wakare no gezō - Sanji dakkan no funade! – "Salutarsi scendendo dall'elefante - Partire per salvare Sanji!" | 12 febbraio 2017  | 3 febbraio 2025  |
| 776 | Momonosuke decide di rimanere a Zo per cercare di parlare nuovamente con Zunisha per chiedergli del clan Kozuki e Cane-tempesta rimane con lui a proteggerlo; Pedro riceve invece il benestare di Gatto-vipera per unirsi al gruppo di Rufy per tenere a bada Pekoms. Usop consegna a Nami un nuovo Clima-tact potenziato con la scienza di Weatheria e i Pop Green. Dopo i saluti Rufy, Nami, Chopper, Brook, Pedro e Pekoms partono verso il territorio di Big Mom per andare a salvare Sanji. Intanto, ad Alabasta, Bibi si appresta a prendere il mare, felice di poterlo fare nuovamente. |                   |                  |
| 777 | Verso il Reverie - La principessa Bibi e la principessa Shirahoshi 「世界会議へ 王女ビビとしらほし姫」 - Reverī e - Oujo Bibi to Shirahoshi Hime – "Verso il Reverie - Principessa Bibi e Principessa Shirahoshi" | 19 febbraio 2017  | 3 febbraio 2025  |
| 777 | Bibi parte da Alabasta diretta a Marijoa per il Reverie, ricordando come due anni prima Rufy e gli altri l'avevano aiutata a sconfiggere Crocodile e portare la pace ad Alabasta. Cobra, seppure malato, partecipa al viaggio perché intenzionato a chiedere al Governo Mondiale dei Poignee Griffe e del passato della famiglia Nefertari. Intanto, sull'isola degli uomini pesce, Nettuno e i fratelli tritoni cercano di convincere Shirahoshi a partire con loro per il Reverie. Sulla Thousand Sunny, nel frattempo, Rufy e gli altri scoprono che Carrot si è intrufolata sulla nave. |                   |                  |
| 778 | Verso il Reverie - Rebecca e il regno di Sakura 「世界会議へ レベッカとサクラ王国」 - Reverī e - Rebekka to Sakura Ōkoku – "Verso il Reverie - Rebecca ed il Regno di Sakura" | 26 febbraio 2017  | 3 febbraio 2025  |
| 778 | Nell'ex regno di Drum, ora noto come regno di Sakura, il nuovo re Dorton si prepara per recarsi al Reverie con Kureha. Wapol, intanto, dopo essere stato sconfitto da Rufy e avere perso il suo regno, ha ricostruito la sua fortuna da zero inventando una lega chiamata Wapometal ed è diventato re del regno di Black Drum, meditando ora vendetta contro Dorton. A Dressrosa, mentre Elizabello e Riku discutono del Reverie, Rebecca è entusiasta di parteciparvi come damigella di Viola. Nel frattempo sulla Sunny Rufy ha fame e decide di mettersi a cucinare in prima persona, mentre Pedro legge sul giornale che la base principale dell'Armata Rivoluzionaria su Baltigo è stata scoperta e distrutta. |                   |                  |
| 779 | Il ritorno di Kaido - Minaccia sulla generazione peggiore! 「カイドウ再び 脅威迫る最悪の世代！」 - Kaidō futatabi - Kyōi semaru saiaku no sedai! – "Il ritorno di Kaido - La peggiore generazione minacciata!" | 5 marzo 2017      | 10 febbraio 2025 |
| 779 | Pedro informa il resto della nave della distruzione di Baltigo da parte dei pirati di Barbanera, ma, nonostante lo shock, deducono che sia Dragon che Sabo si sono certamente salvati, altrimenti sul giornale sarebbe stato scritto. Il tentativo di Rufy di cucinare intanto è disastroso e finisce per consumare tutte le provviste di una settimana senza nulla di fatto. A Zo, Cane-tempesta viene a sapere che Carrot si è imbarcata di nascosto con Rufy, ma è più preoccupato dal fatto che per raggiungerli gli uomini di Kaido avevano una vivre card. Nelle profondità del mare nel frattempo Jack è ancora vivo, ma incapace di muoversi a causa del frutto del diavolo. Altrove, Kaido viene a sapere del fallimento di Jack nel salvare Doflamingo e s'infuria, giurando vendetta verso la peggiore generazione, della quale ha già sconfitto e catturato Eustass Kidd. |                   |                  |
| 780 | Senza provviste. Luffy e le reclute della marina! 「空腹戦線 ルフィと海軍超新星」 - Harapeko sensen - Rufy to kaigun rūkī – "Un fronte affamato! Rufy e le reclute della Marina!" | 19 marzo 2017     | 3 ottobre 2024   |
| 780 | Stremati dalla fame, Rufy e gli altri avvistano un'isola che scoprono da Pekoms essere una base della Marina. Nonostante ciò, Rufy, Nami, Chopper e Carrot s'intrufolano nella base per rubare provviste, camuffati con delle divise rubate a dei marine svenuti all'apparizione di Brook in forma di spirito. Alla base arrivano anche tre promettenti reclute addestrate da Garp ed ex sottoposti dell'ammiraglio Aokiji: Grount, Bonham e Zappa. Quest'ultimo riconosce Nami, ma essendo innamorato di lei tenta di baciarla dandole modo di dileguarsi insieme a Chopper. Intanto vengono ritrovati i marine svenuti senza le divise e il viceammiraglio Prodi, comandante della base, attraverso le lumacamere riconosce Rufy, allertando l'intera base della sua presenza. |                   |                  |
| 781 | I tre implacabili. Il grande inseguimento della ciurma di Cappello di Paglia! 「執念の３人 麦わら一味大追撃戦！」 - Shūnen no san nin – Mugiwara hitoaji dai tsuigeki sen! – "Il trio persistente - La grande ricerca per i pirati di Cappello di Paglia!" | 26 marzo 2017     | 8 ottobre 2024   |
| 781 | Grant, Bonham e Zappa cercano di fermare Rufy e Carrot, ma i due li respingono facilmente e si dirigono verso la dispensa, dove si ritrovano con Nami e Chopper. Prelevate le provviste, i quattro vengono nuovamente raggiunti dai tre marine, che però vengono nuovamente sconfitti. Rufy e gli altri raggiungono la costa, ma Prodi li aspetta con i suoi uomini per fermarli. |                   |                  |
| 782 | Il pugno del diavolo! La resa dei conti! Cappello di Paglia contro Grount 「悪魔の拳 決戦！ルフィVSグラント」 - Akuma no kobushi – Kessen! Rufi VS Guranto – "Pugno del diavolo - La resa dei conti! Rufy contro Grount" | 2 aprile 2017     | 10 ottobre 2024  |
| 782 | Rufy e gli altri sconfiggono Prodi e i suoi uomini. Bonham e Zappa li raggiungono e si scontrano con Rufy, non riuscendo tuttavia a tenergli testa. Grount, che aveva perso le speranze dopo essere stato battuto, si ricorda degli insegnamenti dell'ammiraglio Aokiji e affronta di nuovo Rufy sfoderando tutta la potenza del suo braccio sinistro mostruoso. Tuttavia neanche in questo modo riesce a sconfiggere Rufy che si allontana con i suoi compagni e il cibo trafugato; quest'ultimo però viene divorato tutto in pochi minuti per saziare tutti. |                   |                  |

## Pubblicazione

### Giappone
Gli episodi della diciottesima stagione di One Piece sono stati pubblicati per il mercato home video nipponico in edizione DVD e Blu-ray, quattro per disco, dall'11 gennaio al 2 agosto 2017.
| N° | Data             | Dischi | Episodi | Extra | Fonte  |
| -- | ---------------- | ------ | ------- | ----- | ------ |
| 1  | 11 gennaio 2017  | 1      | 751-754 | /     | [ 11 ] |
| 2  | 1º febbraio 2017 | 1      | 755-758 | /     | [ 12 ] |
| 3  | 1º marzo 2017    | 1      | 759-762 | /     | [ 13 ] |
| 4  | 5 aprile 2017    | 1      | 763-766 | /     | [ 14 ] |
| 5  | 3 maggio 2017    | 1      | 767-770 | /     | [ 15 ] |
| 6  | 7 giugno 2017    | 1      | 771-774 | /     | [ 16 ] |
| 7  | 5 luglio 2017    | 1      | 775-778 | /     | [ 17 ] |
| 8  | 2 agosto 2017    | 1      | 779-782 | /     | [ 18 ] |